# Gottfried Delius
Gottfried Delius (* 18. März 1802 in Bielefeld; † 5. September 1886 ebenda) war ein deutscher Unternehmer und Inhaber der Weberei und Leinenhandlung „E. A. Delius“ in Bielefeld.

## Leben
Er war der Sohn des Ernst August Delius und dessen Ehefrau Christine Philippine Elisabeth und wurde am 31. März 1802 in Bielefeld getauft.
Gottfried Delius trat in 4. Generation in das 1722 als Leinenhandlung von Johann Caspar Delius gegründete Unternehmen ein, das 1795 von seinem Vater Ernst-August in Bielefeld in die Band- und Zwirnfabrik „E. A. Delius“ umfirmiert worden war. Gottfrieds Bruder Gustav Delius folgte ihm wenig später.
Unter Gottfried Delius’ Leitung wurde im Jahr 1830 neben der Produktion von Leinen zusätzlich mit der Seidenproduktion begonnen, für die sein ältester Sohn Carl Albrecht Delius die Seidenweberei C. A. Delius & Söhne gründete. Die Konkurrenz des englischen Maschinengarns bereitete der Firma allerdings ungeheure wirtschaftliche Schwierigkeiten, so dass in den Jahren 1848/1849 das Leinengeschäft völlig am Boden liegt.
Einige Jahre später erholt sich die Firma allerdings wieder. Schließlich gehört Gottfried Delius im Jahr 1867 schon wieder zu den zehn größten Steuerzahlern der Stadt Bielefeld. Im Jahr 1886 wird ihm von der Stadt Bad Kissingen die Ehrenbürgerwürde verliehen, wofür wohl – wie damals in Bad Kissingen üblich – zahlreiche Besuche in der renommierten Kurstadt der Grund gewesen sein dürften.
Gottfried Delius heiratete 1826 Sophie Emilie Bertelsmann, mit der er acht Kinder (u. a. Carl Albrecht Delius) hatte.